# Modlitewnik Nawojki
Modlitewnik Nawojki – zaginiony modlitewnik w języku polskim zapisany pod koniec XV wieku.
Oryginał zaginął między rokiem 1823 a 1875. Dzięki wydaniu przez Jana Baptystę Mottego w 1823 istnieją faksymile litograficzne pierwszych 48 stron rękopisu. Zbiór został spisany przez nieznanego kopistę dla Nawojki (Natalii), której imię pojawia się w tekstach modlitw.
W zbiorze znajdują się modlitwy maryjne, modlitwy do odmawiania podczas nabożeństwa, przed przyjęciem komunii świętej oraz na inne okazje. Niektóre utwory są wierszowane. Modlitwy mają charakter osobisty (dominuje 1 osoba liczby mnogiej). Osobisty charakter utworów nawiązuje do modlitewników nazywanych libelli precum, popularnych zwłaszcza w XI-XII w. W Polsce przykładem takiego zbioru jest Modlitewnik Gertrudy.